# ТМ-185
ТМ-185 — разработанное в СССР углеводородное горючее, применялось как компонент высококипящего жидкого ракетного топлива в паре с окислителем АК-27И («меланж») на ранних моделях советских ракет оперативно-тактической и средней дальности, а также на первой ступени ракет-носителей «Космос» (63С1) и «Космос-2» (11К63).

## Состав и свойства
Горючее ТМ-185 является смесью различных углеводородов, получаемых в процессе нефтепереработки и относится к керосиновым топливам (в некоторых источниках упоминается близость состава ТМ-185 к скипидару). Состав горючего ТМ-185:
- Полимердистиллят[b] — 56 % (±1,5)
- Лёгкое масло пиролиза[c] — 40 % (±1,0) (увеличивает плотность горючего и его устойчивость к окислению)
- Трикрезол — 4 % (±0,5) (предотвращает кристаллизацию воды при отрицательных температурах)

Горючее ТМ-185 производится из продуктов крекинга и пиролиза нефтяных фракций, что обеспечивает широкую сырьевую и промышленную базу для его производства, стабильность его состава и отсутствие сернистых и азотистых соединений. Температура воспламенения и период задержки воспламенения у горючих такого типа меньше, а горение устойчивее, чем у углеводородных горючих, получаемых прямой перегонкой нефти, таких, как широко применявшееся в ракетной технике топливо Т-1. В то же время продукты пиролиза, содержащиеся в ТМ-185, образуют при нагреве большое количество смолистых отложений, что ухудшает его способность к охлаждению двигателя по сравнению с «прямогонными» горючими.
ТМ-185, как и другие углеводородные горючие, не самовоспламенятся при контакте с азотнокислыми окислителями, что приводит к необходимости иметь отдельную систему зажигания, усложняющую конструкцию двигателя. В то же время самовоспламеняющееся аминное горючее ТГ-02 («самин»), доступное на момент создания ТМ-185, было дорогим в производстве и выпускалось в ограниченном количестве, в основном для зенитных ракет. В двигателях ракет, использующих ТМ-185, для обеспечения надёжного и быстрого зажигания использовалось небольшое количество ТГ-02 в качестве «пускового горючего».

## История применения
В 1952 году в конструкторском отделе завода № 586 (ныне КБ «Южное») началась разработка баллистической ракеты средней дальности на высококипящем топливе (проект 8А63), получившей впоследствии обозначение Р-12 (8К63). Созданием двигателя для этой ракеты занималось ОКБ-456 (ныне НПО «Энергомаш»). Первоначально в двигателе, получившем обозначение РД-211, предполагалось использование топливной пары «керосин + азотная кислота», применяемой с 1930-х годов и использованной, в частности, на ракете Р-11. Однако создать работающий на этих компонентах двигатель с требуемой тягой в 55-60 тонн не удавалось из-за возникающих в камере сгорания высокочастотных колебаний давления, приводящих к её разрушению. Было опробовано несколько вариантов горючего и окислителя, в итоге выбрана пара «ТМ-185 + АК-27И», а созданный для ракеты Р-12 двигатель, использующий эту пару, получил обозначение РД-214. Та же самая топливная пара использовалась в двигателе РД-213, создаваемом в ОКБ-456 для стратегической крылатой ракеты Буран, не дошедшей до стадии лётных испытаний. Также горючее ТМ-185 в паре окислителем АК-27И использовалось в разработанной в СКБ-385 в конце 1950-х годов оперативно-тактической ракете Р-17 (8К14). Та же топливная пара должна была использоваться и в создававшейся в СКБ-385 ракете Р-18 дальностью до 600 км, разработка которой была прекращена в 1958 году. В начале 1960-х годов на базе Р-12 были созданы первые советские ракеты-носители лёгкого класса «Космос» (63С1) и «Космос-2» (11К63), унаследовавшие и топливную пару «ТМ-185 + АК-27И».
К концу 1950-х годов в Советском Союзе было освоено промышленное производство НДМГ («гептила»), обеспечивающего существенное (почти на 10 %) повышение удельного импульса двигателей по сравнению с ТМ-185 и самовоспламеняющегося при контакте с азотнокислыми окислителями. Применение НДМГ позволило отказаться от отдельного «пускового горючего» и упростить конструкцию двигателей и подготовку ракеты к старту. С 1960-х годов в советских ракетах на высококипящем топливе использовался НДМГ в сочетании с окислителем АК-27И, а впоследствии с азотным тетраоксидом («амилом»). При этом продолжали производиться и эксплуатироваться и созданные ранее ракеты, использующие ТМ-185. Последний запуск носителя «Космос-2» состоялся в 1977 году; последние ракеты Р-12 были сняты с вооружения и уничтожены в 1989 году; ракеты Р-17 производились до 1988 года, они активно поставлялись на экспорт (варианты Р-17Э, Р-300) и неоднократно применялись в различных региональных конфликтах.
Применение топливной пары «ТМ-185 + АК-27И» продолжается в ракетной технике других стран, основанной на технологиях ракеты Р-17, таких как северокорейские «Нодон» и «Хвасон-13», иранские «Шахаб-3», «Гадр», «Имад» и созданные на их базе ракеты-носители «Сафир», «Касед», «Симург».

## Комментарии
1. ↑  Высококипящими называется компоненты ракетного топлива, которые могут использоваться при температуре выше 298 К (24,85°C)[1].
2. ↑  Полимердистиллят (полимербензин) - высокооктановое жидкое топливо, получаемое каталитической полимеризацией газообразных углеводородов, образующихся при крекинге нефтепродуктов[6].
3. ↑  Лёгкое масло пиролиза - побочный продукт пиролиза углеводородов, имеющий свойства в диапазоне от средних и тяжёлых бензинов до лёгких газойлей[7].